# Marquette University
La Marquette University è un'università privata statunitense situata a Milwaukee in Wisconsin. Fu fondata dai Gesuiti nel 1881 e fa parte dell'Associazione delle università gesuite (AJCU), che raggruppa le 28 università che la Compagnia di Gesù dirige negli Stati Uniti. L'università è parte anche della North Central Association of Colleges and Secondary Schools e vi studiano 11.500 studenti. Marquette è una delle più grandi università gesuite negli USA e la maggiore tra le private in Wisconsin.

## Edifici rilevanti
All'interno del campus si trova la cappella di Santa Giovanna d'Arco, un edificio religioso del XV secolo, ivi ricostruito nel 1964.

## Sport
Fa parte della NCAA Division I, ed è da poco affiliata alla potente Big East Conference.

### Pallacanestro
La Marquette University non è mai stata una potenza del college basket, ma nel corso della storia è riuscita ad ottenere alcuni risultati straordinari partendo da outsider. Innanzi tutto il titolo vinto nel 1977, quando l'allenatore Al McGuire portò questa piccola scuola gesuita al trionfo a sorpresa nel torneo NCAA, dopo aver raggiunto la finale già nel 1974; il giocatore simbolo di quella squadra era Maurice "Bo" Ellis. Dopo anni di oblio, nel 2003, il coach Tom Crean riportò gli Eagles alle Final Four, questa volte aiutato dalla futura star NBA Dwyane Wade.